# 詹姆斯一世 (苏格兰)
詹姆斯一世（英語：James I of Scotland，1394年7月25日—1437年2月21日），是15世纪苏格兰王国的君主、诗人，罗伯特三世之子。詹姆斯是斯图亚特王朝第一任真正试图掌握政权的君主，少年时被长期拘禁在英格兰。詹姆斯在英格兰监禁期间受过良好的教育，包括在伦敦塔、温莎城堡和其他英国城堡。他似乎总体上受到了良好的待遇，并对英国的治理方法产生了尊重。

## 被英格兰监禁
詹姆斯的父亲罗伯特三世继位后体弱多病，后来索性将军权交给了詹姆斯的兄长羅撒西公爵大衛。1402年，大卫在与叔叔奧爾巴尼公爵羅伯特发生争执后，突然神秘死亡，据说是在某监狱中活活饿死。罗伯特三世开始担心年幼的继承人詹姆斯的安危，计划送他到盟友国法国暂避。
1406年初，他被秘密安排出行。但是阿尔巴尼公爵获悉了行踪，派出军队追击王太子。11岁的詹姆斯和他的几个随从被迫在福斯湾的一块大礁石上困居了一个月，才有船来将他接走。但是这艘船的动向也被透露给了英格兰，结果坐船在驶往法国的途中被英格兰战舰抓获，并向苏格兰索要赎金。罗伯特三世闻讯后悲痛而死，弟弟阿尔巴尼公爵摄政，但是拒绝支付赎金救回詹姆斯。于是詹姆斯被亨利四世关押于温莎城堡内，达18年之久。但是他从1406年起就是苏格兰名义上的君主。
1420年，阿尔巴尼公爵去世，苏格兰王国同意支付赎金。英格兰国王亨利五世逝世后，英苏两国和谈。作为协议的一部分，詹姆斯被释放，带着自己的新婚英格兰妻子琼（国王亨利六世的堂姑），返回苏格兰掌权。

## 国王时期
1424年5月2日，挂名国王18年多的詹姆斯在斯昆正式加冕，称“詹姆斯一世”。1425年，他在史特灵處決了第二代阿爾巴尼公爵默多克和他的两个儿子。
在接下来的几年中，詹姆斯致力于限制苏格兰贵族的权力，同时扩大王权，希望能把苏格兰建立成一个中央集权的国家。由于他长期在英格兰的见闻，他试图效仿英格兰议会改造苏格兰政治。同时在外交上，他重新确立了与法兰西的“老同盟”，试图对抗英格兰。
他的改革措施遭到了很多贵族的激烈反对。反对者以詹姆斯祖父罗伯特二世与祖母的婚姻的合法性为由，开始重新质疑詹姆斯的父亲罗伯特三世的继承权。

## 遇刺身亡
1437年，詹姆斯一世被一群反叛的贵族刺杀于珀斯的黑衣修士修道院（Church of the Friars Preachers of Blessed Virgin and Saint Dominic at Perth或Blackfriars）。他曾试图从下水道的秘道逃走，不過他忘了，三天前他自己下令，封死了下水道的另一端，以避免网球落入其中。
詹姆斯一世死后，参与叛乱的贵族被大批处决。他6岁的儿子詹姆斯继位，称詹姆斯二世。

## 文学才能
据信，詹姆斯是著名苏格兰诗歌《国王书》的作者，一般认为是他在被囚禁期间所著，是苏格兰文学最早期的重要作品。